# Annika Falkengren
Annika Falkengren, nata Bolin (Bangkok, 12 aprile 1962), è un'imprenditrice e banchiera svedese, dal 2017 uno dei sei soci amministratori del gruppo svizzero Banca Lombard Odier & Co. Ha iniziato la sua carriera nel 1987 presso la Skandinaviska Enskilda Banken, dove ha scalato i gradi fino a diventare amministratore delegato nel 2005, posizione che ha ricoperto fino al 2017. Durante la sua carriera Falkengren è stata membro di numerosi importanti consigli di amministrazione e ha ricevuto numerosi premi: Fortune e Forbes l'hanno nominata tra le donne d'affari più potenti del pianeta..

## Biografia
Annika Falkengren è nata il 12 aprile 1962 à Bangkok, dove i suoi genitori si trovavano come diplomatici del Ministero degli Affari Esteri svedese. La sua giovinezza fu quindi caratterizzata da frequenti spostamenti. Tornò in Svezia per studiare in un collegio, poi si iscrisse all'Università di Stoccolma, dove si laureò nel 1987 in Amministrazione aziendale ed economia.
La Falkengren cominciò a lavorare alla SEB nel 1988, quando cioè fu assunta nel settore Trading & Capital Markets (Commercio e mercato dei capitali). Nel 2001 venne nominata responsabile della divisione Corporate & Institutions e nel 2005 subentrò come presidente e amministratore delegato a Lars H. Thunell, dimessosi dopo aver accettato un incarico alla Banca Mondiale.
Nel 2011 la Falkengren è stata scelta per far parte del consiglio di sorveglianza di Munich Re e del gruppo Volkswagen.
Annika Falkengren è spesso presa come figura di riferimento per le donne che lavorano: poco dopo essere diventata presidente della SEB partorì una bambina e anziché lasciare il lavoro per fare la mamma, convinse il marito Ulf a prendersi un periodo di aspettativa al posto suo,
Annika Falkengren vive a Ginevra, in Svizzera, con la sua famiglia.